# ستيف بيرغر
ستيف بيرغر (بالإنجليزية: Steve Berger) هو فنان قتال مختلط أمريكي، ولد في 20 مايو 1973 في سانت لويس في الولايات المتحدة.

## وصلات خارجية
- ستيف بيرغر على موقع يو إف سي (الإنجليزية)
- ستيف بيرغر على موقع شيردوغ (الإنجليزية)
- ستيف بيرغر على موقع IMDb (الإنجليزية)